# 草東沒有派對
草東沒有派對（英語：No Party For Cao Dong）是一支臺灣的獨立搖滾樂團。現由巫堵（主唱和吉他）、筑筑（吉他）、鳥人（鼓手）及Dennis（貝斯）四人組成。2016年首張專輯《醜奴兒》和2023年第二張專輯《瓦合》皆獲得金曲獎最佳樂團獎，《瓦合》更奪下第35屆金曲獎年度專輯獎。

## 經歷
2012年6月9日成軍，最早開始時的團名為“草东街左转”，后改为「草東街派對」。團名來源是位於臺北陽明山的「草東街」。
2014年，歷經部分成員離開的陣容變動後，留下的團員決定以「草東沒有派對」繼續音樂旅程，並邀請FUBAR（現deca joins）的成員鄭敬儒（Sam）和劉立擔任貝斯和鼓手的位置。樂團隨後將它們的歌曲“老張”和“五十”上傳到網上。由於Sam被徵召服兵役，因此樂團中斷了將近一年。在此期間，樂團開始對他們後期的作品採取不同的態度，並認真考慮製作不同風格的音樂，而這亦是整個樂團風格發展的轉捩點。

### 2015年—2017年：《醜奴兒》及爆紅
2015年5月20日，草東帶著第一場大型音樂會“不都媽生的”重返舞台，並在7月9日發行限量100張手工EP《草東沒有派對》，自2015年9月開始，草東的小型演出一票難求其後單曲〈爛泥〉於當時衝破18萬人次點閱率；同年，樂團拍攝了他們的第一部音樂MV〈山海〉，由劉立擔任導演。
2016年2月19日，樂團發行了他們的第一張錄音室專輯《醜奴兒》；初刷兩千張供不應求，不久便成台灣獨立樂團圈最令人不可忽視的黑馬，各專業樂評紛紛撰文探討草東的崛起。5月21日，他們舉辦了第二場大型演唱會「不都媽生的2.0」，此次活動標誌著劉立退團並專注於拍攝音樂MV後，鼓手蔡憶凡（凡凡）的首次亮相，凡凡在加入草東前曾先後擔任後搖滾樂團Triple Deer的鼓手。10月29日，樂團在第7屆金音創作獎上奪得最佳樂團、最佳新人、最佳搖滾單曲獎三項大獎。
2017年6月24日，樂團憑藉歌曲〈大風吹〉在第28屆金曲獎上一共獲得最佳樂團、最佳新人和年度歌曲等三項大獎，此後因兵役而暫時休團一年。

### 2018年—2021年：乐团复出、《如常》巡演、鼓手离世
2018年，樂團復出並展開全球巡演，2019年初則為赤燭遊戲開發之恐怖解謎遊戲《還願》演唱同名主題曲〈還願〉，並前往北美地區參與年度音樂藝術節：西南偏南和東北偏北進的演出。
2019年3月起，樂團于各大音樂節舉行巡迴演出，結束後休團。
2020年5月，製作五集的直播劇《不都媽生的5.0》
2021年，樂團曾計劃將於5月22日首度舉辦台北小巨蛋演唱會《不都媽生的6.0》，門票11,000張不到一分鐘售罄，特區A黃牛價最高炒到34,500元，被粉絲戲稱「草東沒有門票」、「不都牛買的」，然而因2019新型冠狀病毒疫情影響而延期場次。
2021年10月25日，樂團結束在中國大陸巡迴演出，鼓手蔡憶凡入住臺北市中正區之防疫旅館，原檢疫至11月8日，但於10月30日被發現於房間內離世，得年26歲；現場無外力入侵狀況，也未留遺書，初步排除他殺，樂團成員經過多次討論後，於11月25日對外公布將取消「不都媽生的6.0」小巨蛋演出的消息。

### 2023年—2024年：第二張專輯《瓦合》和《人責》巡演
經歷1年多的沉寂，2023年，草東沒有派對於國際標準音像製品編碼註冊第二張專輯《瓦合》資訊，並於2023年4月7日於Facebook粉絲專頁正式宣布，專輯將於五月份發行並開放預購，同時一併釋出新專輯內〈床〉的歌詞MV。根據YouTube資訊顯示〈床〉的鼓手由草東沒有派對的初代鼓手鳥人黃士瑋參與錄音。
专辑发行当晚，草东没有派对悄悄地在台北Revolver举办《不都妈生的6.9》，也向外界宣告草东没有派对正式复出。同年，草东没有派对宣布于5月展开新巡演《人责》。
4月24日，贝斯手世喧在草东的脸书专页上发表长文，透露自己将不会参与未来的演出。
在第35屆金曲獎中，草東沒有派對以《瓦合》入圍了年度專輯獎等六個獎項，最終獲得年度專輯獎、最佳華語專輯獎、最佳樂團獎，是該屆奪得最多獎項者。

## 音樂作品

### EP
| 順序 | 資料                                                         | 曲目                           |
| ---- | ------------------------------------------------------------ | ------------------------------ |
| 1st  | 《草東沒有派對》 - 發行日：2015年7月9日 - 唱片公司：獨立發行 | 曲目 1. 大風吹 2. 頂樓 3. 爛泥 |

### 錄音室專輯
| 順序 | 資料                                                                                      | 曲目 |
| ---- | ----------------------------------------------------------------------------------------- | --- |
| 1st  | 《醜奴兒》 - 發行日：2016年2月19日（實體） 2016年4月30日（數位） - 唱片公司：石皮有限公司 | 曲目 1. Intro 2. 醜 3. 爛泥（電視劇《麻醉風暴2》主題曲） 4. 勇敢的人 5. 大風吹 6. 艾瑪 7. 等 8. 鬼 9. 在 10. 山海 11. 我們 12. 情歌 |
| 2nd  | 《瓦合》 - 發行日：2023年5月20日 - 唱片公司：黑皮國有限公司                               | 曲目 1. 苦難精算師 2. 缸 3. 空 4. 人洞山 5. 孑 6. 白日夢 7. 床 8. 八 9. 老張 10. 芽 11. 但                                          |

### 單曲
| 年份          | 曲目 | 出處                                             |
| 2019年2月     | 還願 | 《還願》遊戲原聲帶                               |
| 2020年6月26日 | 如常 | 《不都妈生的5.0直播剧》片尾曲 《如常》巡回演唱会 |

## 演出經歷

### 如常 巡迴演唱會
| 日期           | 國家／地區 | 城市       | 場館                           |
| -------------- | ---------- | ---------- | ------------------------------ |
| 2018年6月3日   | 臺灣       | 台中       | Legacy Taichung                |
| 2018年6月9日   | 臺灣       | 台北       | Legacy Taipei                  |
| 2018年6月24日  |            | 鐵原郡     | DMZ Peace Train Music Festival |
| 2018年6月30日  | 臺灣       | 高雄       | LIVE WAREHOUSE                 |
| 2018年7月9日   | 日本       | 京都       | ライブハウス磔磔               |
| 2018年7月13日  | 日本       | 東京       | WWW                            |
| 2018年7月22日  | 新加坡     | 新加坡     | Annexe Studio                  |
| 2018年7月28日  | 马来西亚   | 金馬崙高原 | 天空音樂節                     |
| 2018年8月25日  | 美国       | 紐約       | Highline Ballroom              |
| 2018年8月29日  | 美国       | 波士頓     | Middle East                    |
| 2018年8月31日  | 加拿大     | 多倫多     | Adelaide Hall                  |
| 2018年9月2日   | 加拿大     | 溫哥華     | Rickshaw Theatre               |
| 2018年9月5日   | 美国       | 西雅圖     | The Central Saloon             |
| 2018年9月7日   | 美国       | 舊金山     | Neck of the Woods              |
| 2018年9月9日   | 美国       | 洛杉磯     | The Viper Room                 |
| 2018年9月17日  | 中国大陆   | 呼和浩特   | WHOHOT livehouse               |
| 2018年9月20日  | 中国大陆   | 瀋陽       | 1905 LIVE HOUSE                |
| 2018年10月5日  | 中国大陆   | 深圳       | B10 現場                       |
| 2018年10月11日 | 中国大陆   | 鄭州       | 7LIVEHOUSE                     |
| 2018年10月14日 | 臺灣       | 南投       | 遊牧森林音樂祭                 |
| 2018年10月18日 | 中国大陆   | 西安       | 1935 LIVE HOUSE                |
| 2018年10月23日 | 中国大陆   | 重慶       | 寅派動力                       |
| 2018年10月25日 | 中国大陆   | 昆明       | MODERN SKY LAB                 |
| 2018年11月2日  | 中国大陆   | 廣州       | MAO Livehouse                  |
| 2018年11月9日  | 香港       | 香港       | Music Zone @ E-Max             |
| 2018年11月16日 | 中国大陆   | 上海       | MODERN SKY LAB                 |
| 2018年11月20日 | 中国大陆   | 杭州       | MAO Livehouse                  |
| 2018年11月22日 | 中国大陆   | 合肥       | ON THE WAY Livehouse           |
| 2018年12月9日  | 泰國       | 呵叻       | Big Mountain Music Festival    |
| 2018年12月14日 | 英国       | 倫敦       | Rich Mix London                |
| 2018年12月16日 | 德国       | 柏林       | Panorama Bar                   |
| 2018年12月20日 | 荷蘭       | 阿姆斯特丹 | Paradiso Amsterdam             |
| 2018年12月30日 | 中国大陆   | 濟南       | 雀躍之地                       |
| 2019年1月5日   | 臺灣       | 台北       | Legacy Taipei                  |

### 2019 音樂節與世界巡迴演出
| 日期           | 國家／地區 | 城市        | 音樂節                   |
| -------------- | ---------- | ----------- | ------------------------ |
| 2019年3月14日  | 美国       | 奧斯汀      | SXSW                     |
| 2019年5月1日   | 中国大陆   | 蘇州        | 迷笛音樂節               |
| 2019年5月3日   | 中国大陆   | 天津        | 星巢音樂節               |
| 2019年5月5日   | 英国       | 利物浦      | Sound City               |
| 2019年5月9日   | 英国       | 布萊頓      | The Great Escape         |
| 2019年5月11日  | 英国       | 布萊頓      | The Great Escape         |
| 2019年5月18日  | 中国大陆   | 武漢        | 星巢音樂節               |
| 2019年5月25日  | 中国大陆   | 北京        | 麥田音樂節               |
| 2019年6月16日  | 加拿大     | 多倫多      | NXNE                     |
| 2019年6月22日  | 中国大陆   | 哈爾濱      | 哈爾濱音樂節             |
| 2019年6月27日  | 英国       | Glastonbury | Glastonbury              |
| 2019年7月6日   | 臺灣       | 嘉義        | WakeUp                   |
| 2019年7月13日  | 中国大陆   | 成都        | 仙人掌音樂節             |
| 2019年9月7日   | 中国大陆   | 南京        | 星巢音樂節               |
| 2019年9月14日  | 中国大陆   | 揚州        | 瓜洲音樂節               |
| 2019年9月28日  | 日本       | 名古屋      | THE SOLAR BUDOKAN        |
| 2019年10月3日  | 巴西       | 里約热内卢  | Rock in Rio              |
| 2019年10月4日  | 巴西       | 里約热内卢  | Rock in Rio              |
| 2019年10月5日  | 巴西       | 里約热内卢  | Rock in Rio              |
| 2019年10月6日  | 巴西       | 里約热内卢  | Rock in Rio              |
| 2019年10月19日 | 中国大陆   | 合肥        | 在路上音樂節             |
| 2019年10月26日 | 中国大陆   | 昆明        | 草莓音樂節               |
| 2019年11月16日 | 泰國       | 曼谷        | Maho Rasop Festival 2019 |
| 2019年11月20日 | 马来西亚   | 吉隆坡      | Urbanscapes              |
| 2019年11月24日 | 義大利     | 米蘭        | Mandorla Festival        |
| 2019年11月29日 |            | 首爾        | Asian Pop Stage 2019     |

### 不都媽生的6.9
| 日期          | 國家／地區 | 城市 | 場館     |
| ------------- | ---------- | ---- | -------- |
| 2023年5月20日 | 臺灣       | 台北 | Revolver |

### 人責 巡迴演唱會
| 日期           | 國家／地區 | 城市       | 場館                        |
| -------------- | ---------- | ---------- | --------------------------- |
| 2023年5月24日  | 臺灣       | 台北       | Legacy Taipei               |
| 2023年5月26日  | 臺灣       | 台北       | Legacy Taipei               |
| 2023年5月28日  | 臺灣       | 台北       | Legacy Taipei               |
| 2023年5月31日  | 臺灣       | 台中       | Legacy Taichung             |
| 2023年6月2日   | 臺灣       | 台中       | Legacy Taichung             |
| 2023年6月5日   | 臺灣       | 台中       | Legacy Taichung             |
| 2023年6月7日   | 臺灣       | 高雄       | LIVE WAREHOUSE              |
| 2023年6月9日   | 臺灣       | 高雄       | LIVE WAREHOUSE              |
| 2023年6月11日  | 臺灣       | 高雄       | LIVE WAREHOUSE              |
| 2023年7月18日  | 日本       | 東京       | Spotify O-EAST              |
| 2023年7月20日  | 日本       | 名古屋     | 名古屋 CLUB QUATTRO         |
| 2023年7月23日  | 日本       | 大阪       | 梅田CLUB QUATTRO            |
| 2023年10月17日 | 马来西亚   | 吉隆坡     | Zepp Kuala Lumpur           |
| 2023年11月8日  | 美国       | 費城       | Brooklyn Bowl               |
| 2023年11月10日 | 美国       | 波士頓     | Oceanside                   |
| 2023年11月12日 | 美国       | 紐約       | Racket                      |
| 2023年11月14日 | 美国       | 芝加哥     | Thalia Hall                 |
| 2023年11月19日 | 加拿大     | 多倫多     | The Opera House             |
| 2023年11月21日 | 加拿大     | 溫哥華     | Fortune Sound Club          |
| 2023年11月23日 | 美国       | 西雅圖     | The Crocodile: Madame Lou's |
| 2023年11月25日 | 美国       | 洛杉磯     | The Vermont Hollywood       |
| 2023年11月27日 | 美国       | 聖地牙哥   | Music Box                   |
| 2023年11月29日 | 美国       | 舊金山     | The Independent             |
| 2023年12月12日 | 英国       | 倫敦       | Earth Hackney               |
| 2023年12月15日 | 法國       | 巴黎       | Trabendo                    |
| 2023年12月17日 | 荷蘭       | 阿姆斯特丹 | Paradiso THT                |
| 2023年12月19日 | 德国       | 柏林       | Gretchen                    |

## 獎項紀錄
| 年份   | 屆次                          | 專輯       | 獎項                  | 入圍                         | 結果 |
| ------ | ----------------------------- | ---------- | --------------------- | ---------------------------- | ---- |
| 2016年 | 第7屆金音創作獎               | 《醜奴兒》 | 最佳新人（團）獎      | 《醜奴兒》                   | 獲獎 |
| 2016年 | 第7屆金音創作獎               | 《醜奴兒》 | 最佳樂團獎            | 《醜奴兒》                   | 獲獎 |
| 2016年 | 第7屆金音創作獎               | 《醜奴兒》 | 最佳專輯獎            | 《醜奴兒》                   | 提名 |
| 2016年 | 第7屆金音創作獎               | 《醜奴兒》 | 最佳現場演出獎        | 《醜奴兒》專輯巡迴最終加演場 | 提名 |
| 2016年 | 第7屆金音創作獎               | 《醜奴兒》 | 最佳搖滾專輯獎        | 《醜奴兒》                   | 提名 |
| 2016年 | 第7屆金音創作獎               | 《醜奴兒》 | 最佳搖滾單曲獎        | 〈大風吹〉                   | 獲獎 |
| 2017年 | 第12屆KKBOX風雲榜             | 《醜奴兒》 | 獨立創作精神獎        | 《醜奴兒》                   | 獲獎 |
| 2017年 | 第20屆中華音樂人交流協會      | 《醜奴兒》 | 年度十大專輯          | 《醜奴兒》                   | 獲獎 |
| 2017年 | 第20屆中華音樂人交流協會      | 《醜奴兒》 | 年度十大單曲          | 〈大風吹〉                   | 獲獎 |
| 2017年 | 第28屆金曲獎                  | 《醜奴兒》 | 最佳新人獎            | 《醜奴兒》                   | 獲獎 |
| 2017年 | 第28屆金曲獎                  | 《醜奴兒》 | 最佳樂團獎            | 《醜奴兒》                   | 獲獎 |
| 2017年 | 第28屆金曲獎                  | 《醜奴兒》 | 最佳作詞人獎          | 〈爛泥〉                     | 提名 |
| 2017年 | 第28屆金曲獎                  | 《醜奴兒》 | 最佳作曲人獎          | 〈大風吹〉                   | 提名 |
| 2017年 | 第28屆金曲獎                  | 《醜奴兒》 | 年度歌曲獎            | 〈大風吹〉                   | 獲獎 |
| 2017年 | 第28屆金曲獎                  | 《醜奴兒》 | 年度專輯獎            | 《醜奴兒》                   | 提名 |
| 2017年 | 第10屆Freshmusic Awards       | 《醜奴兒》 | 年度最佳專輯          | 《醜奴兒》                   | 獲獎 |
| 2017年 | 第10屆Freshmusic Awards       | 《醜奴兒》 | 年度十大單曲          | 〈大風吹〉                   | 獲獎 |
| 2017年 | 第10屆Freshmusic Awards       | 《醜奴兒》 | 最佳新團體            | 草東沒有派對                 | 獲獎 |
| 2017年 | 第17屆華語音樂傳媒大獎        | 《醜奴兒》 | 年度國語專輯          | 《醜奴兒》                   | 提名 |
| 2017年 | 第17屆華語音樂傳媒大獎        | 《醜奴兒》 | 年度國語歌曲          | 〈大風吹〉                   | 提名 |
| 2017年 | 第17屆華語音樂傳媒大獎        | 《醜奴兒》 | 最佳樂隊              | 《醜奴兒》                   | 提名 |
| 2017年 | 第17屆華語音樂傳媒大獎        | 《醜奴兒》 | 最佳新樂隊/組合       | 《醜奴兒》                   | 獲獎 |
| 2017年 | 第17屆華語音樂傳媒大獎        | 《醜奴兒》 | 最佳搖滾藝人          | 《醜奴兒》                   | 提名 |
| 2023年 | 2023 亞洲流行音樂大獎（APMA） | 《瓦合》   | 最佳團體（華語）      | 《瓦合》                     | 提名 |
| 2023年 | 2023 亞洲流行音樂大獎（APMA） | 《瓦合》   | 年度TOP20專輯（華語） | 《瓦合》                     | 獲獎 |
| 2024年 | Hit FM                        | 《瓦合》   | 年度十大專輯          | 《瓦合》                     | 獲獎 |
| 2024年 | 第2屆浪潮音樂大賞             | 《瓦合》   | 最佳團體/組合         | 《瓦合》                     | 提名 |
| 2024年 | 第2屆浪潮音樂大賞             | 《瓦合》   | 最佳搖滾專輯          | 《瓦合》                     | 獲獎 |
| 2024年 | 第2屆浪潮音樂大賞             | 《瓦合》   | 最佳搖滾歌曲          | 〈白日夢〉                   | 提名 |
| 2024年 | 第17屆Freshmusic Awards       | 《瓦合》   | 最佳樂團              | 《瓦合》                     | 獲獎 |
| 2024年 | 第35屆金曲獎                  | 《瓦合》   | 年度專輯獎            | 《瓦合》                     | 獲獎 |
| 2024年 | 第35屆金曲獎                  | 《瓦合》   | 最佳華語專輯獎        | 《瓦合》                     | 獲獎 |
| 2024年 | 第35屆金曲獎                  | 《瓦合》   | 最佳樂團獎            | 《瓦合》                     | 獲獎 |
| 2024年 | 第35屆金曲獎                  | 《瓦合》   | 年度歌曲獎            | 〈但〉                       | 提名 |
| 2024年 | 第35屆金曲獎                  | 《瓦合》   | 最佳作曲人獎          | 〈但〉                       | 提名 |
| 2024年 | 第35屆金曲獎                  | 《瓦合》   | 最佳編曲人獎          | 〈但〉                       | 提名 |

## 評價
2017年，草東入圍第28屆金曲獎，並共6項入圍，評審主席黃韻玲表示「他們是悶世代的爆發。音樂給人太大的衝擊，打破大家對於聽覺的想法。」
關於草東的唱腔討論，樂評人馬世芳提出草東著意「詞曲咬合」，其實與前一世代的歌手張懸相仿，重點歌詞大抵直接都能聽懂，也不忘旋律，沒有變成「唸歌、說唱」，並非新創。他也提到草東並不如万能青年旅店複雜晦澀的修辭，也沒有臺灣樂壇囉哩囉嗦的文藝腔。詞刀刀見血，骨子裡是絕無出路的虛無，成為「崩世代」青年人樂於傳誦的佳句，評為「魯蛇世代」依然幻滅無出路的生命風景 。

## 外部連結
- 官方网站（繁體中文）
- YouTube上的草東沒有派對頻道
- 草東沒有派對的Facebook專頁
- 草東沒有派對的Instagram帳戶
- 草東沒有派對的新浪微博（简体中文）